# Richel
Richel, o anche De Richel (frisone occidentale per "la cresta"), è un banco di sabbia arida permanente nel Mare dei Wadden ed è collocato tra le isole dei Paesi Bassi di Vlieland e Terschelling. È situato a circa un chilometro a est del punto più settentrionale di Vlieland ed è amministrato dalla stessa municipalità di Vlieland. Richel ha una superficie media di 116 ettari. Viene sommerso completamente durante l'alta marea.
L'isola è nota principalmente come uno dei più importanti habitat nel Mare di Wadden per la foca grigia. Circa duecento esemplari vivono permanentemente sull'isola, in modo particolare nelle settimane successive alla nascita dei piccoli. Richel è anche un'importante zona di riproduzione per il corriere grosso, per il fratino, per il fraticello e per altre specie di uccelli.
Richel è disabitata e virtualmente sterile, poiché la sua altitudine sul livello del mare è talmente bassa da non permettere una vegetazione permanente. Sull'isola è solamente possibile trovare temporaneamente una specie di erba, la cosiddetta Sand Couch (Elytrigia juncea).
Il traghetto tra Harlingen e Vlieland transita da Richel, facendo una deviazione attorno all'isola. Durante la bassa marea è anche possibile raggiungere Richel da Vlieland a piedi, praticando camminate sul fango, sebbene l'isola sia off-limits per gli esseri umani, data l'importanza naturalistica dell'area. Gite in barca da Vlieland sono organizzate quotidianamente durante il periodo estivo per i turisti che desiderano osservare la popolazione di foche.